# Zgodovina Slovenije v predmarčni dobi
Predmarčna doba je obdobje med propadom Ilirskih provinc (1814/15) in marčno revolucijo leta 1848, čas življenja in dela pesnika Franceta Prešerna (1800-1849). Obdobje imenujemo tudi obdobje Metternichovega absolutizma in je pomembno vplivalo na kulturno, politično in gospodarsko življenje na ozemlju današnje Slovenije.

## Evropa v predmarčni dobi
Leta 1815 se je končal dunajski kongres, na katerem so se sestale države zmagovalke in se dogovorile o ponovni »razdelitvi« Evrope, ponovno pa hočejo uveljaviti tudi monarhične vladavine, zato je obdobje 1815–1848 imenovano »obdobje restavracije«.
Oblikuje se Nemška zveza, v kateri vodilno vlogo pridobi Avstrijsko cesarstvo, na pobudo ruskega carja Aleksandra I. pa nastane Sveta aliansa (1815), v katero se povežejo Rusija, Prusija in Avstrijsko cesarstvo, kasneje pa se jim pridružita še Francija in Združeno kraljestvo. Njihov namen je utrjevanje sklepov dunajskega kongresa (zatiranje revolucionarnih gibanj ...).
Leta 1835 pride v Avstrijskem cesarstvu na oblast bolehni cesar Ferdinand I., zato v državi dejansko vlada kancler Klemens Wenzel von Metternich, obdobje od 1835 do 1848 pa imenujemo Metternichov absolutizem. Za to obdobje je značilna cenzura, velika vloga policije in ovaduhov, država preganja napredno misleče. To je obdobje, ko se krepi narodna zavest, zato Metternich dovoli posameznim narodom razvoj na gospodarskem in kulturnem področju, omejuje in preprečuje pa jim politični razvoj.

## Reintegracija slovenskih dežel v Avstrijsko cesarstvo
Po propadu Ilirskih provinc je dunajski dvor nameraval prevzeti upravno ureditev, ki so jo zapustili Francozi, in je na tem ozemlju ustanovil kraljestvo Ilirijo. Kraljestvo Ilirija je bilo ustanovljeno, vendar pa ni imelo enakega obsega kot Ilirske province. Nekatere francoske reforme so ostale v veljavi, druge pa so odpravili. Slovensko ozemlje je bilo upravno razdeljeno na tri gubernije, ki so se dalje delile na okrožja ali kresije, sicer pa se je ozemlje današnje Slovenije še vedno delilo po deželah.

## Gospodarski razvoj
Napredek v kmetijstvu se je kazal  v zmanjšanju zemlje v prahi, vpeljavi novih poljščin, ki so zemljo po žitnem ciklu obnovile, razvoju hlevske živinoreje  in načrtnem gojenju njiv. Na začetku tridesetih let pa se je ne Slovenskem začenjala tudi zgodnja industrializacija. Tako v Ljubljani prvi parni stroj dobijo leta 1835. Za gospodarstvo na Slovenskem je pomembno pridobivanje železove rude (Pokljuka, Jelovica, Karavanke ...), pride tudi do začetkov premogovništva (Trbovlje, Zagorje, Hrastnik ...). Poleg teh dejavnosti so se v tem času razvile še druge panoge, kot so proizvodnja svinca (Mežica) in živega srebra (Idrija), razvito je bilo suknarstvo, platnarstvo, steklarstvo (na Pohorju, Rogatec), slamnikarstvo, svilarstvo, nastale so papirnice (Radeče, Ajdovščina, Žužemberk) ... Ustanovljena je bila prva hranilnica, Priliv kapitala (zlasti dunajskega in tržaškega ) je postal močnejši, trgovina in promet pa sta zlasti s prihodom železnice (1846 do Celja in 1849 do Ljubljane ) doživela preobrat .
Gospodarsko najpomembnejši kraj v regiji je bil Trst, kjer je pristanišče in središče zavarovalništva.

## Spremembe načina življenja
Hitre spremembe, ki so zajele vso družbo, so se kazale tudi na področju vsakdanjega življenja. Razlike med posameznimi družbenimi stanovi, ki so bile nekoč vidne s prostim očesom, so začele naglo izginjati. Premožnejši kmetje so v prehrani, oblačilnem videzu in rabi drugih dobrim začeli posnemati meščane. Proces pomeščanjenja podeželja je hitro napredoval zlasti v bližini večjih mest in glavnih prometnih poti.
Z vsestransko modernizacijo in napredkom pa se je večal tudi pomen šolske izobrazbe. Medtem ko je leta 1810 v povprečju obiskoval šolo vsak sedmi za šolo sposoben otrok, jo je leta 1847 obiskoval že vsaki tretji, na nekaterih območjih pa je bila udeležba pri pouku celo stoodstotna. Na slovenskem ozemlju so bile tri vrste šol: trivialke, glavne šole in normalke. Število šol je naraščalo, gimnazije pa so bile v Ljubljani, Novem mestu, Celju, Mariboru, Celovcu, Gorici in Kopru. Liceji so bili le v Ljubljani, Gorici in Celovcu. Pouk v slovenščini je potekal na Goriškem, Kranjskem in v tržaški okolici, medtem ko je na Štajerskem, Koroškem in v mestih pouk večinoma potekal v nemščini. Za razvoj slovenščine so bili pomembni Slomškovi tečaji za slovenščino.

## Oblikovanje zamisli o slovenskem narodu
Leta 1843 so začele izhajati Kmetijske in rokodelske novice, ki so pomenile nov korak v političnem razvoju, z njimi pa se začne tudi doba slovenskih časnikov in časopisov. Na nastanek prepričanja o obstoju slovenskega naroda sta pomembno vplivali ideji panslavizma in avstroslavizma.
V tem času nastane prva slovensko povest (Janez Cigler: Sreča v nesreči), pomembni pa so tudi slavisti, kot je bil Jernej Kopitar, ter pesnik France Prešeren, ki je s svojimi deli pripomogel k nastanku slovenske narodne zavesti.
Osnovne značilnosti teh desetletij so bile:
- krepitev občutka skupnega jezika
- oblikovanje narodne zavesti med izobraženci
- abecedna vojna
- zanimanje za jezikovna, narodnopisna in zgodovinska vprašanja
- zanimanja za politična vprašanja

## Glavni predstavniki
- France Prešeren - opozarjal na zvestobo narodu in nujnost svobode
- Urban Jarnik - koroški pesnik, utrjeval pojem Slovenca med rojaki, ga vnesel v nemško strokovno izrazoslovje in že 1826 opozoril na germanizacijo
- Anton Krempl - delo »Dogodivščine štejerske zemle«, prva slovenska zgodovina Slovencev
- Anton Martin Slomšek (1800–1862) - leta 1846 je postal lavantinski škof; poudarjal pomen nižjih slovenskih šol, kajti trivialke, glavne in srednje šole zaradi jezika in ciljev poučevanja niso odpravljale zaostajanja v slovenskem izobraževanju, ki je bilo značilno za Slovence v predmarčni dobi; od duhovnikov je zahteval obvladovanje materinščine
- Matija Vertovec iz Vipave in Janez Zalokar iz Dolenjske sta pisala predvsem o kmetijskih vprašanjih - vinogradništvu in obenem vzbujala narodno zavest
- Janez Bleiweis - urednik Kmetijskih in rokodelskih novic 1843, ki jih je izdajala Kranjska kmetijska družba, katere namen je bil poučevanje ljudi, vendar je z njim budil tudi narodno zavest
- Jovan Vesel Koseski - pesem v »Novicah« 1844, kot posebna tiskana priloga: Slovenija presvitlemu - pomenila prvo javno omembo Slovenije
- Friderik Baraga (1791–1868) in Ignacij Knoblehar (1819–1858) - bila sta duhovnika v misijonih; s tem se je povečalo zanimanje za neevropski svet